# Aeroportul Bauchi State
Aeroportul Bauchi State (IATA: BCU, ICAO: DNBC) este un aeroport din Statul Bauchi, Nigeria ce deservește zona Bauchi. A fost numit după zona deservită.
Situat la o altitudine de 604 m, aeroportul dispune de 2 piste. Este operat de Overland Airways⁠(d).

## Infrastructură

### Piste
Aeroportul dispune de 2 piste. Pista are orientarea It's surface is waxed with asphalt. Pista are orientarea 3,700m. 